# Зебринка
Зебри́нка (Calamonastes) — рід горобцеподібних птахів родини тамікових (Cisticolidae). Представники цього роду мешкають в Африці на південь від Сахари.

## Види
Виділяють чотири види:
- Зебринка строката (Calamonastes fasciolatus)
- Зебринка сіра (Calamonastes simplex)
- Зебринка акацієва (Calamonastes stierlingi)
- Зебринка міомбова (Calamonastes undosus)

## Етимологія
Наукова назва роду Calamonastes  походить від сполучення слів дав.-гр. καλαμος — комиш і дав.-гр. αστης — співак.